# Magyarok Nagyasszonya-templomok listája
A Magyarok Nagyasszonya-templomok listája segít eligazodni a helyi elnevezés, illetve a templom hivatalos titulusa és elnevezése között.
- Magyarok Nagyasszonya-templom (Alsóberecki)
- Magyarok Nagyasszonya-templom (Alsónemesapáti)
- Magyarok Nagyasszonya-templom (Alsóvadász)
- Magyarok Nagyasszonya-templom (Bajcsa)
- Magyarok Nagyasszonya-templom (Balassagyarmat)
- Magyarok Nagyasszonya-templom (Balatonboglár)
- Magyarok Nagyasszonya-templom (Balatonkenese)
- Magyarok Nagyasszonya-templom (Balkány)
- Magyarok Nagyasszonya-templom (Bánréve)
- Magyarok Nagyasszonya-templom (Beleg)
- Magyarok Nagyasszonya-templom (Besnyő)
- Magyarok Nagyasszonya-templom (Bodorfa)
- Magyarok Nagyasszonya-templom (Böhönye)
- Tisztviselőtelepi Magyarok Nagyasszonya-plébániatemplom (Budapest VIII. kerület, Rezső téri templom)
- Magyarok Nagyasszonya-sziklatemplom (Budapest XI. kerület)
- Magyarok Nagyasszonya-templom (Budapest XIV. kerület - volt Regnum Marianum templom - a Városligetben 1951-ben lerombolt templom
- Zoborhegy téri Regnum Marianum templom (Budapest XIV. kerület)
- Rákospalotai Magyarok Nagyasszonya-főplébániatemplom (Budapest XV. kerület)
- Rákosligeti Magyarok Nagyasszonya-plébániatemplom (Budapest XVII. kerület)
- Pestszenterzsébet-Pacsirtatelepi Magyarok Nagyasszonya-plébániatemplom (Budapest XX. kerület)
- Magyarok Nagyasszonya-templom (Cegléd)
- Magyarok Nagyasszonya-templom (Csabdi)
- Magyarok Nagyasszonya-templom (Csengő)
- Magyarok Nagyasszonya-templom (Csombrád)
- Magyarok Nagyasszonya-templom (Dabas)
- Magyarok Nagyasszonya-templom (Dávod)
- Magyarok Nagyasszonya-templom (Délegyháza)
- Magyarok Nagyasszonya-templom (Deszk)
- Magyarok Nagyasszonya-templom (Dombrád)
- Magyarok Nagyasszonya-templom (Dunapataj)
- Magyarok Nagyasszonya-templom (Eperjeske)
- Magyarok Nagyasszonya-templom (Esztergályhorváti)
- Magyarok Nagyasszonya-templom (Esztergályhorváti)
- Magyarok Nagyasszonya-templom (Felsőcsernáton)
- Magyarok Nagyasszonya-templom (Gégény)
- Magyarok Nagyasszonya-templom (Gemzse)
- Magyarok Nagyasszonya-templom (Gulács)
- Magyarok Nagyasszonya-templom (Háncskút)
- Magyarok Nagyasszonya-templom (Hencse)
- Magyarok Nagyasszonya-templom (Homrogd)
- Magyarok Nagyasszonya-templom (Iliny)
- Magyarok Nagyasszonya-templom (Jákó)
- Magyarok Nagyasszonya-templom (Kaba)
- Magyarok Nagyasszonya-templom (Kálmáncsa)
- Magyarok Nagyasszonya-templom (Kaposkeresztúr)
- Magyarok Nagyasszonya-templom (Karancslapujtő)
- Magyarok Nagyasszonya-templom (Keszthely)
- Magyarok Nagyasszonya-templom (Kisasszond)
- Magyarok Nagyasszonya-templom (Kisnémedi)
- Magyarok Nagyasszonya-templom (Kolontár)
- Magyarok Nagyasszonya-templom (Korláti)
- Magyarok Nagyasszonya-templom (Ladánybene)
- Magyarok Nagyasszonya-templom (Lepsény)
- Magyarok Nagyasszonya-templom (Márianosztra)
- Magyarok Nagyasszonya-templom (Maroslele)
- Magyarok Nagyasszonya-templom (Marosludas)
- Magyarok Nagyasszonya-templom (Mátraszele)
- Magyarok Nagyasszonya-templom (Mátraszentimre)
- Magyarok Nagyasszonya-templom (Mecsér)
- Magyarok Nagyasszonya-templom (Mernye)
- Magyarok Nagyasszonya-templom (Mezőkeresztes)
- Magyarok Nagyasszonya-templom (Mihálygerge)
- Szent Flórián és Magyarok Nagyasszonya-templom (Miskolc-Hámor)
- Magyarok Nagyasszonya-templom (Mozsgó)
- Magyarok Nagyasszonya-templom (Mucsfa)
- Magyarok Nagyasszonya-templom (Nagybégány)
- Magyarok Nagyasszonya-templom (Nagyharsány)
- Magyarok Nagyasszonya-templom (Nagykarácsony)
- Magyarok Nagyasszonya-templom (Nagytálya)
- Magyarok Nagyasszonya-templom (Novaj)
- Magyarok Nagyasszonya-társszékesegyház (Nyíregyháza)
- Magyarok Nagyasszonya-templom (Ópusztaszer)
- Magyarok Nagyasszonya-templom (Orgovány)
- Magyarok Nagyasszonya-templom (Pécel)
- Magyarok Nagyasszonya-templom (Pécs)
- Magyarok Nagyasszonya-templom (Potony)
- Magyarok Nagyasszonya-templom (Prügy)
- Magyarok Nagyasszonya-templom (Pusztaföldvár)
- Magyarok Nagyasszonya-templom (Ragyolc)
- Magyarok Nagyasszonya-templom (Ramocsaháza)
- Magyarok Nagyasszonya-templom (Rétalap)
- Magyarok Nagyasszonya-templom (Sajóecseg)
- Magyarok Nagyasszonya-templom (Sajószentpéter)
- Magyarok Nagyasszonya-templom (Salgótarján)
- Magyarok Nagyasszonya-templom (Sokorópátka)
- Magyarok Nagyasszonya-templom (Somogymeggyes)
- Magyarok Nagyasszonya-templom (Szabadi)
- Magyarok Nagyasszonya-templom (Szank)
- Magyarok Nagyasszonya-székesegyház (Szegedi dóm, Fogadalmi templom) - Szeged
- Magyarok Nagyasszonya-templom (Székesfehérvár-Öreghegy)
- Magyarok Nagyasszonya-templom (Szerencs)
- Magyarok Nagyasszonya-templom (Szőkedencs)
- Vártemplom (Szolnok) – Magyarok Nagyasszonya-templom (Szolnok)
- Magyarok Nagyasszonya-templom (Táborfalva)
- Magyarok Nagyasszonya-templom (Tanakajd)
- Magyarok Nagyasszonya-templom (Tiszacsege)
- Magyarok Nagyasszonya-templom (Tiszadob)
- Magyarok Nagyasszonya-templom (Tiszaújváros)
- Magyarok Nagyasszonya-templom (Tornyospálca)
- Magyarok Nagyasszonya-templom (Újfehértó)
- Magyarok Nagyasszonya-templom (Újiráz)
- Magyarok Nagyasszonya-templom (Újvárfalva)
- Magyarok Nagyasszonya-templom (Varsád)
- Magyarok Nagyasszonya-templom (Vasvár)
- Magyarok Nagyasszonya-templom (Veszprém)
- Magyarok Nagyasszonya-templom (Zabar)
- Magyarok Nagyasszonya-templom (Zselicszentpál)